# Volby do Zastupitelstva města Tábora 2018
| Výsledky | Výsledky | Výsledky | Výsledky | Výsledky |
| -------- | -------- | -------- | -------- | -------- |
| strana   |          |          |          | %        |
| T2020    | T2020    |          | 19,0     | 19,0     |
| ANO      | ANO      |          | 17,7     | 17,7     |
| Piráti   | Piráti   |          | 11,3     | 11,3     |
| JiNAK!   | JiNAK!   |          | 9,9      | 9,9      |
| SNK      | SNK      |          | 9,8      | 9,8      |
| ODS      | ODS      |          | 7,6      | 7,6      |
| KSČM     | KSČM     |          | 7,3      | 7,3      |
| ČSSD     | ČSSD     |          | 5,2      | 5,2      |

Volby do Zastupitelstva města Tábora proběhly v pátek a v sobotu 5. a 6. října 2018. K volbám přišlo celkem 11 067 lidí, což odpovídá volební účasti 39,91 %. Volilo se 27 zastupitelů.
Vítězství obhájilo hnutí Tábor 2020 (18,98 %), za ním skončilo hnutí ANO se 17,71 %. Dosud vládla na radnici koalice Tábor 2020, ČSSD, ANO a hnutí JiNAK! - sdružení zelených a nezávislých se starostou Jiřím Fišerem. Ten na starostu již nekandidoval a lídrem  hnutí Tábor 2020 se stal Štěpán Pavlík.
Z voleb vzešla nová koalice Tábor 2020, Piráti, JiNAK! a ČSSD. Štěpán Pavlík se stal starostou a místostarosty byli zvoleni Václav Klecanda (Piráti), Michaela Petrová (Zelení) a Olga Bastlová (ČSSD).

## Výsledky
|                               |                                    |    |                   |         |      |         |     |  |
| Strana                        | Strana                             | Č. | Lídr              | Hlasy   | %    | Mandáty | +/– |  |
|                               | Tábor 2020                         | 11 | Štěpán Pavlík     | 51 975  | 19.0 | 6/27    | ▼2  |  |
|                               | ANO 2011                           | 12 | Soňa Šicnerová    | 48 500  | 17.7 | 6/27    | ▲2  |  |
|                               | Česká pirátská strana              | 8  | Václav Klecanda   | 30 939  | 11.3 | 4/27    | ▲4  |  |
|                               | JiNAK! (Zelení a nezávislí)        | 1  | Michaela Petrová  | 26 997  | 9.9  | 3/27    | ▬0  |  |
|                               | SNK Tábor sobě                     | 4  | Hana Randová      | 26 821  | 9.8  | 3/27    | ▲3  |  |
|                               | Občanská demokratická strana       | 6  | František Dědič   | 20 908  | 7.6  | 2/27    | ▬0  |  |
|                               | Komunistická strana Čech a Moravy  | 5  | Ladislav Šedivý   | 19 994  | 7.3  | 2/27    | ▼2  |  |
|                               | Česká strana sociálně demokratická | 3  | Tibor Stano       | 14 239  | 5.2  | 1/27    | ▼3  |  |
|                               | Svoboda a přímá demokracie         | 10 | Petr Bohuslávek   | 12 045  | 4.4  | 0       | —   |  |
|                               | TOP 09                             | 5  | Kryštof Kothbauer | 10 867  | 4.0  | 0       | ▼2  |  |
|                               | TÁBORÁCI (KDU-ČSL a nezávislí)     | 9  | Václav Pláteník   | 9 " 304 | 3.4  | 0       | ▬0  |  |
|                               | Národní demokracie                 | 7  | Jiří Machač       | 1 204   | 0.4  | 0       | —   |  |
| Zdroj: Český statistický úřad |                                    |    |                   |         |      |         |     |  |

## Zvolení zastupitelé
| Zastupitel(ka)      | Strana           | Počet hlasů | Pořadí        | Pořadí   | Poznámka |
| Zastupitel(ka)      | Strana           | Počet hlasů | na kandidátce | výsledné | Poznámka |
| ------------------- | ---------------- | ----------- | ------------- | -------- | -------- |
| Marek Slabý         | Tábor 2020       | 2 872       | 10.           | 1.       |          |
| Jiří Fišer          | Tábor 2020       | 2 560       | 3.            | 2.       |          |
| František Korbel    | Tábor 2020       | 2 409       | 7.            | 3.       |          |
| Štěpán Pavlík       | Tábor 2020       | 2 319       | 1.            | 4.       |          |
| Radoslav Kacerovský | Tábor 2020       | 2 231       | 9.            | 5.       |          |
| Petr Havránek       | Tábor 2020       | 2 179       | 2.            | 6.       |          |
| Alena Heršálková    | ANO 2011         | 2 347       | 2.            | 1.       |          |
| Radka Maxová        | ANO 2011         | 2 071       | 4.            | 2.       |          |
| Soňa Šicnerová      | ANO 2011         | 2 032       | 1.            | 3.       |          |
| Miroslav Ryba       | ANO 2011         | 1 990       | 3.            | 4.       |          |
| Miroslav Tenkl      | ANO 2011         | 1 984       | 8.            | 5.       |          |
| Milan Breda         | ANO 2011         | 1 939       | 5.            | 6.       |          |
| Václav Klecanda     | Piráti           | 1 532       | 1.            | 1.       |          |
| Miloš Tuháček       | nestr. za Piráty | 1 532       | 5.            | 2.       |          |
| Jan Příbramský      | Piráti           | 1 375       | 3.            | 3.       |          |
| Martin Mareda       | Piráti           | 1 366       | 2.            | 4.       |          |
| Michaela Petrová    | Zelení / JiNAK!  | 1 804       | 1.            | 1.       |          |
| Jakub Smrčka        | nestr. / JiNAK!  | 1 655       | 2.            | 2.       |          |
| Karel Novák         | Zelení / JiNAK!  | 1 192       | 4.            | 3.       |          |
| Hana Randová        | SNK Tábor sobě   | 1 613       | 1.            | 1.       |          |
| Helena Novotná      | SNK Tábor sobě   | 1 321       | 4.            | 2.       |          |
| Milan Basík         | SNK Tábor sobě   | 1 249       | 10.           | 3.       |          |
| František Dědič     | ODS              | 1 095       | 1.            | 1.       |          |
| Irena Ravandi       | ODS              | 932         | 2.            | 2.       |          |
| Václav Ebert        | KSČM             | 1 058       | 3.            | 1.       |          |
| Ladislav Šedivý     | KSČM             | 975         | 1.            | 2.       |          |
| Olga Bastlová       | ČSSD             | 1 051       | 4.            | 1.       |          |

## Městská rada po volbách
| Portfej           | Člen rady           | Strana     |
| ----------------- | ------------------- | ---------- |
| Starosta          | Štěpán Pavlík       | Tábor 2020 |
| 1. místostarosta  | Václav Klecanda     | Piráti     |
| 2. místostarostka | Michaela Petrová    | JiNAK!     |
| 3. místostarostka | Olga Bastlová       | ČSSD       |
| Člen rady         | Jiří Fišer          | Tábor 2020 |
| Člen rady         | Petr Havránek       | Tábor 2020 |
| Člen rady         | Radoslav Kacerovský | Tábor 2020 |
| Člen rady         | Jan Příbramský      | Piráti     |
| Člen rady         | Jakub Smrčka        | JiNAK!     |